# Girl friends – Freundschaft mit Herz/Staffel 1
Die erste Staffel der deutschen Fernsehserie girl friends – Freundschaft mit Herz feierte ihre Premiere am 26. Dezember 1995 auf dem Sender ZDF. Das Finale wurde am 12. März 1996 gesendet.

## Darsteller
| Rollenname                       | Schauspieler        |
| -------------------------------- | ------------------- |
| Ronaldo Alexander Walter Schäfer | Walter Sittler      |
| Marie Luise Schäfer geb. Malek   | Mariele Millowitsch |
| Ilka Frowein                     | Tamara Rohloff      |
| Nicole Buck, geb. Bast           | Nele Mueller-Stöfen |
| Elfriede 'Elfie' Gerdes          | Manon Straché       |
| Vera Klingenberg                 | Nina Sonja Peterson |
| Gudrun Stade Hansson             | Andrea Bürgin       |
| Bill Hansson                     | Gösta Bredefeldt    |
| Hieronymus Schmolke 'Schmolli'   | Harald Maack        |
| Erich Harsefeld                  | Wilfried Dziallas   |
| Elisabeth Harsefeld              | Dagmar Laurens      |
| Daniela Holm                     | Bettina Kupfer      |
| Dieter Saalbach                  | Dietmar Mues        |
| Dr. Siegfried Martin Begemann    | Arnfried Lerche     |
| Doris Barth                      | Eva Maria Kerkhoff  |
| Ursula Schäfer                   | Donata Höffer       |
| Alexander Hofstädter             | Peer Jäger          |

## Episoden
| Nr. (ges.) | Nr. (St.) | Originaltitel               | Erstausstrahlung D | Regie             | Drehbuch                 |
| --- | --------- | --------------------------- | ------------------ | ----------------- | ------------------------ |
| 1 | 1         | Alles hat ein Ende – Teil 1 | 26. Dez. 1995      | Christine Kabisch | Christian Pfannenschmidt |
| Metzgerstochter Marie (Mariele Millowitsch) ertappt ihren Freund Peter (Simon Licht) am Abend ihres 35. Geburtstages in flagranti mit seiner Affäre. Desillusioniert hadert sie mit der Entscheidung, sich von ihm zu trennen oder aus Liebe zu ihm die Beziehung aufrechtzuerhalten – doch weder Vater Erich (Wilfried Dziallas) noch Mutter Elisabeth (Dagmar Laurens) sind der schüchternen Marie eine große Hilfe. Freundin Ilka (Tamara Rohloff), Chefsekretärin der Hoteldirektion im internationalen Konzern Hansson, muss nach einem New-York-Aufenthalt hingegen feststellen, dass in ihre Hamburger Wohnung eingebrochen wurde. Auf der Arbeit sehen sich ihre Kolleginnen Nicole (Nele Mueller-Stöfen), Elfie (Manon Straché) und Vera (Nina Sonja Peterson) aus dem Schreibpool derweil mit wagen Andeutungen der stellvertretenden Personalchefin Daniela (Bettina Kupfer) konfrontiert.      |           |                             |                    |                   |                          |
| 2 | 2         | Alles hat ein Ende – Teil 2 | 26. Dez. 1995      | Christine Kabisch | Christian Pfannenschmidt |
| Während Peter aus der gemeinsamen Wohnung zieht, wirft Marie entmutigt ihr Leben über den Haufen und kündigt ihre ungeliebte Stelle als Bürokraft in der örtlichen Baumschule. Ablenkung suchend flüchtet sie zu Ilka nach Hamburg, wo diese ihr spontan ein Vorstellungsgespräch im Hansson Hotel verschafft, doch Personalchef Dr. Begemann (Arnfried Lerche) zeigt sich von Maries Lebenslauf nur wenig begeistert und erteilt ihr zunächst eine Absage. Im Schreibpool verdichten sich zunehmend die Gerüchte, dass die Geschäftsführung im Rahmen von Sparmaßnahmen über die Auslagerung der Abteilung nachdenkt. Als Poolleiterin Gudrun Stade (Andrea Bürgin) von den Spekulationen erfährt, stellt sie Hoteldirektor Ronaldo Schäfer (Walter Sittler) zur Rede, der ihrem Entsetzen jedoch mit einer Überraschung begegnet.                                                                        |           |                             |                    |                   |                          |
| 3 | 3         | Höhenangst                  | 2. Jan. 1996       | Christine Kabisch | Christian Pfannenschmidt |
| Auf ihrer neuen Arbeitsstelle im Schreibpool des Hansson Hotels wird Marie frostig empfangen: Sowohl Frau Stade als auch Nicole, Elfie und Vera halten den Neuzugang für einen überprivilegierten Spion der Chefetage. Erst ein klärendes Gespräch führt zur Aussprache als auch zu einer Einladung auf Nicoles Dessousparty, wo Marie Bekanntschaft mit deren Bruder Ben (Max Gertsch) macht. Dieser bietet ihr nach einem Zerwürfnis mit Ilka seine Wohnung an, doch Marie, die nach einer Bürgschaft erneut von dem inzwischen arbeitslosen Peter und seinen Schulden in Höhe von 20.000 DM verfolgt wird, sieht sich zunächst gezwungen, das Angebot abzulehnen. Ilka erwischt ihren Freund Frank (Krystian Martinek) derweil mit bei einem Seitensprung mit einer Patientin, entscheidet sich jedoch, ihm letztlich zu verzeihen.                                                                     |           |                             |                    |                   |                          |
| 4 | 4         | Verknallt                   | 9. Jan. 1996       | Christine Kabisch | Christian Pfannenschmidt |
| Frau Stade wird zur neuen Chefsekretärin des stellvertretenden Hoteldirektors Dieter Saalbach (Dietmar Mues) ernannt. Im Schreibpool löst ihre Beförderung sowohl Freude als auch Konkurrenzdenken aus. Nicole scheitert in ihren Bemühungen um die frei gewordene Abteilungsleitung jedoch trotz mehrerer Flirtversuche mit Saalbach an ihrem Verhältnis zu Daniela. Marie bezieht Bens ehemalige Dachgeschosswohnung. Dieser gesteht ihr bei einem Besuch seine Zuneigung und trotz anfänglicher Zurückhaltung verbringen die beiden schließlich die Nacht miteinander. Auf Arbeit wird Marie vom Gerichtsvollzieher aufgesucht, der sie erneut mit der Rückzahlung von Peters Schulden konfrontiert; Zuhause berichten ihre Eltern vom Verschwinden von Hündin Biene. Ronaldo verabschiedet derweil Tochter Heike (Christina Große), die ein Auslandsjahr in Neuseeland antritt.                        |           |                             |                    |                   |                          |
| 5 | 5         | Schrecksekunden             | 16. Jan. 1996      | Christine Kabisch | Christian Pfannenschmidt |
| Konzernchef Bill Hansson (Gösta Bredefeldt) checkt während Ronaldos Abwesenheit unter falschem Namen ein, um inkognito das Hotel zu prüfen. Die Angestellten begegnen ihm aufgrund seiner Verkleidung und diverser Sonderwünsche wenig zuvorkommend. Einzig Marie kann mit ihrer Hilfsbereitschaft überzeugen. Elfie tritt Frau Stades Nachfolge als Leiterin des Schreibpools an und sieht sich erstmals mit den unbequemen Aufgaben ihrer neuen Position konfrontiert. Nur durch das nicht uneigennützige Zutun von Daniela kann sie bei Dr. Begemann die versprochene Gehaltserhöhung für die alleinerziehende Vera durchsetzen. Ilka und Marie verbringen gemeinsam mit Frank und Ben das Wochenende auf Sylt. Auf der Heimreise verunglücken Ilka und Frank mit ihrem Wagen lebensgefährlich. |           |                             |                    |                   |                          |
| 6 | 6         | Indiskret                   | 23. Jan. 1996      | Christine Kabisch | Christian Pfannenschmidt |
| Ilka fällt nach ihrem Autounfall auf Arbeit für mehrere Wochen aus. Um Frau Stade im Chefsekretariat zu entlasten, bestellt Ronaldo kurzerhand Marie als Ilkas Vertretung ab. Diese wird von ihm sogleich mit der Ausarbeitung einer Studie beauftragt, doch die vertraulichen Unterlagen überschreiten Maries Englischkenntnisse und so sieht sie sich gezwungen, Hilfe von Elfie, Vera und Nicole anzunehmen. Als Daniela dies entdeckt, berichtet sie Ronaldo davon, der der überforderten Marie entrüstet mit Kündigung droht – jedoch nicht ohne ihr Exposé gelesen zu haben. Vera verbringt indessen einen romantischen Abend mit Schulungsleiter Albert Baumgarten (Paul Frielinghaus), traut sich jedoch nicht, ihm von ihrem Sohn zu berichten. Nicole gibt schließlich den hartnäckigen Avancen Saalbachs nach, der derweil von der konkurrierenden Townhouse Group als Spitzel angeheuert wird. |           |                             |                    |                   |                          |
| 7 | 7         | Stocksauer                  | 30. Jan. 1996      | Christine Kabisch | Christian Pfannenschmidt |
| Ronaldo zeigt sich von Maries Engagement als Ilkas Vertretung zunehmend begeistert. Frau Stade, der Maries Eifer ein Dorn im Auge ist, nutzt dies als Gelegenheit, um bei der kranken Ilka Zwietracht zu säen. Als Ilka gegenüber Marie schließlich den Verdacht äußert, dass sie sie um ihren Job bringen will, kommt es zwischen den Freundinnen zu einem heftigen Streit. Im Hansson Hotel steigt derweil Besuch aus Hitzacker ab: Der Gutshofbesitzer Alexander Hofstädter (Peer Jäger) gesteht Marie bei einem Abendessen seine Zuneigung, doch diese tut sich schwer damit, dem deutlich älteren Freund der Familie eine Absage erteilen zu müssen. Nicole wird von ihrem Verlobten Thorsten (Paul T. Grasshoff) bei einem erneuten Annäherungsversuch von Saalbach überrascht, kann die Situation jedoch mit einem spontanen Heiratsantrag retten.                                                  |           |                             |                    |                   |                          |
| 8 | 8         | Ausgeflippt                 | 6. Feb. 1996       | Christine Kabisch | Christian Pfannenschmidt |
| Marie organisiert auf Ronaldos Zustimmung hin erfolgreich einen Sekretärinnen-Empfang im Hotel. Ilka, die aus dem Krankenhaus entlassen und Zuhause von Frank umsorgt wird, sieht sich ins Abseits gedrängt und bangt um ihre Stelle als Direktionsassistenz. Ronaldo und seine Frau Ursula (Donata Höffer) begehen ihren 25. Hochzeitstag. Trotz eines vorausgehenden Schwächeanfall Ursulas, feiern sie stilvoll bei einem Abendessen ihren Jahrestag. Zu aller Überraschung taucht Tochter Heike aus Übersee im Restaurant auf, um den Eltern persönlich zu gratulieren. Ben erhält unterdessen von einem Label das Angebot, mit seiner Band eine Platte zu produzieren. |           |                             |                    |                   |                          |
| 9 | 9         | Unverdünnte Hölle           | 13. Feb. 1996      | Christine Kabisch | Christian Pfannenschmidt |
| Ilka nimmt nach ihrem Unfall in Abwesenheit von Ronaldo wieder die Arbeit im Hansson auf. Marie, die auf Saalbachs Geheiß in den Schreibpool zurückbeordert und unter zwielichtigem Gründen von Dr. Begemann abgemahnt wird, fühlt sich sowohl von ihrer Freundin als auch den Kollegen übergangen und spielt mit Gedanken, dem Hotel endgültig den Rücken zu kehren. Bei Ursula wird inzwischen ein Tumor entdeckt. In großer Sorge um seine Frau lehnt Ronaldo das Angebot ab, in den Vorstand der Hansson Group zu wechseln. Die eilig anberaumte Operation scheint indessen zunächst geglückt. Albert äußert gegenüber Elfie den Gedanken, Vera einen Heiratsantrag machen zu wollen, räumt jedoch aus, ihr ein wichtiges Detail über sich erzählen zu können. |           |                             |                    |                   |                          |
| 10 | 10        | Flucht nach vorn            | 20. Feb. 1996      | Christine Kabisch | Christian Pfannenschmidt |
| Marie wird von der konkurrierenden Townhouse Group zum Vorstellungsgespräch eingeladen. Also der trauernde Ronaldo nach Beisetzung seiner Frau ins Hotel zurückkehrt und von ihrer Rückversetzung in den Schreibpool erfährt, stellt er Saalbach, Begemann, Ilka und Frau Stade wütend zur Rede. Frau Stade, die Dr. Begemanns Angebot annimmt, zur Unterstützung Danielas in die Personalabteilung zu wechseln, räumt daraufhin ihren Platz für Marie. Ilka wird nach Verlust ihrer Handtasche derweil von deren Finder (Lutz Herkenrath) verfolgt und mit obszönen Anrufen belästigt. In ihrer Verzweiflung vertraut sie sich Marie an, die den Fremden lauthals in die Schranken weist. |           |                             |                    |                   |                          |
| 11 | 11        | Abwärts                     | 27. Feb. 1996      | Christine Kabisch | Christian Pfannenschmidt |
| Marie und Ronaldo reisen gemeinsamen nach Stockholm, wo sie Konzernchef Hansson Maries Country-Hotel-Konzept präsentieren. Dieser zeigt sich begeistert und stimmt der Fortentwicklung der Idee zu. Ilka eröffnet derweil, dass sie das Hansson Hotel verlassen wird, um in Franks Klinik das Management zu übernehmen. Marie schlägt daraufhin die überraschte Nicole für Ilkas Nachfolge vor, die die bevorstehende Beförderung als Grund für erneute Streitigkeiten mit Daniela nimmt. Beim Mittagessen entlarven Ilka und Marie indessen Saalbach als Spitzel des Townhouse-Konzerns. Als Ronaldo davon erfährt, fällt er aus allen Wolken und kündigt seinem langjährigen Freund fristlos. Ohne Arbeit und mit Scheidungsverfahren am Hals, beschließt dieser, sich vom Hoteldach zu stürzen. |           |                             |                    |                   |                          |
| 12 | 12        | Zündstoff                   | 5. März 1996       | Christine Kabisch | Christian Pfannenschmidt |
| Die Übernahme des geplanten Country-Hotels in Hitzacker verläuft schwieriger als erwartet: Hofstädter weigert sich, seinen Gutshofs an die Hansson Group zu verkaufen. Ronaldo gerät mit Marie aufgrund der zähen Verhandlungen in Streit. Nach Versöhnung gesteht er ihr seine Zuneigung – doch Marie sieht sich trotz ihrer Gefühle für ihn zwischen ihrer Beziehung zu Ben und ihrer Stellung im Hotel gefangen. Auf ihrer Abschiedsfeier auf Hofstädters Anwesen erhält Ilka derweil ein unerwartetes Angebot: Ronaldo möchte sie nach Saalbachs Weggang zu seiner Stellvertreterin machen. Elfie gerät mit Albert in Streitigkeiten, nachdem dieser sich weiterhin weigert, Vera klaren Wein einzuschenken. Doorman Heronimus Schmolke (Harald Maack) nutzt seinen Urlaub indessen, um sich in eine Suite im Hansson einzumieten – zur Irritation seiner Kollegen.                                    |           |                             |                    |                   |                          |
| 13 | 13        | Kuss oder Schluss           | 12. März 1996      | Christine Kabisch | Christian Pfannenschmidt |
| Maries Gefühlschaos stellt sie weiterhin auf die Probe. Bei einem Essen mit Ben beichtet dieser ihr seine Gefühle für Sängerin Linda (Gundula Ulbrich) und auch Marie will ihre Zuneigung für Ronaldo nicht länger verheimlichen. Beide beschließen, sich in Freundschaft zu trennen – und den Weg für Ronaldo freizumachen. Durch Zufall muss Marie zudem erfahren, dass Ilka zu aller Überraschung als Stellvertreterin von Ronaldo ins Hansson zurückkehrt. Albert kann endlich Mut fassen, Vera von seiner Vergangenheit zu erzählen: In einem Schwulencafé beichtet er ihr, dass er bisher nur Beziehungen mit Männern hatte. Nicole begeht ihren Geburtstag kurz vor der Hochzeit mit einem Streit mit Thorsten. Am Tag der Eheschließung findet sich in der Kirche dennoch die gesamt Belegschaft des Hansson ein, um das glückliche Paar zu feiern.                                                |           |                             |                    |                   |                          |